# 普門寺 (豊橋市)

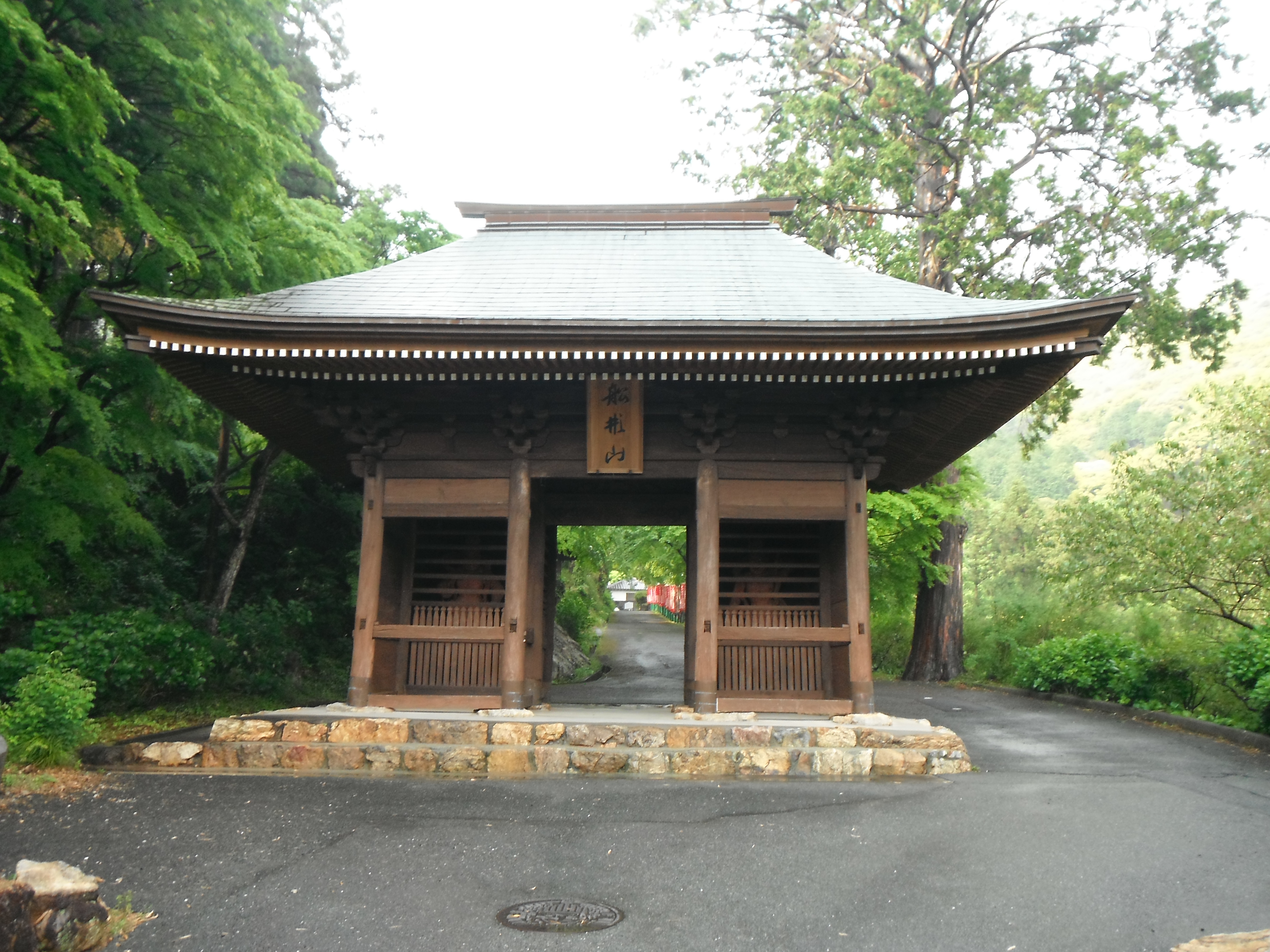
仁王門

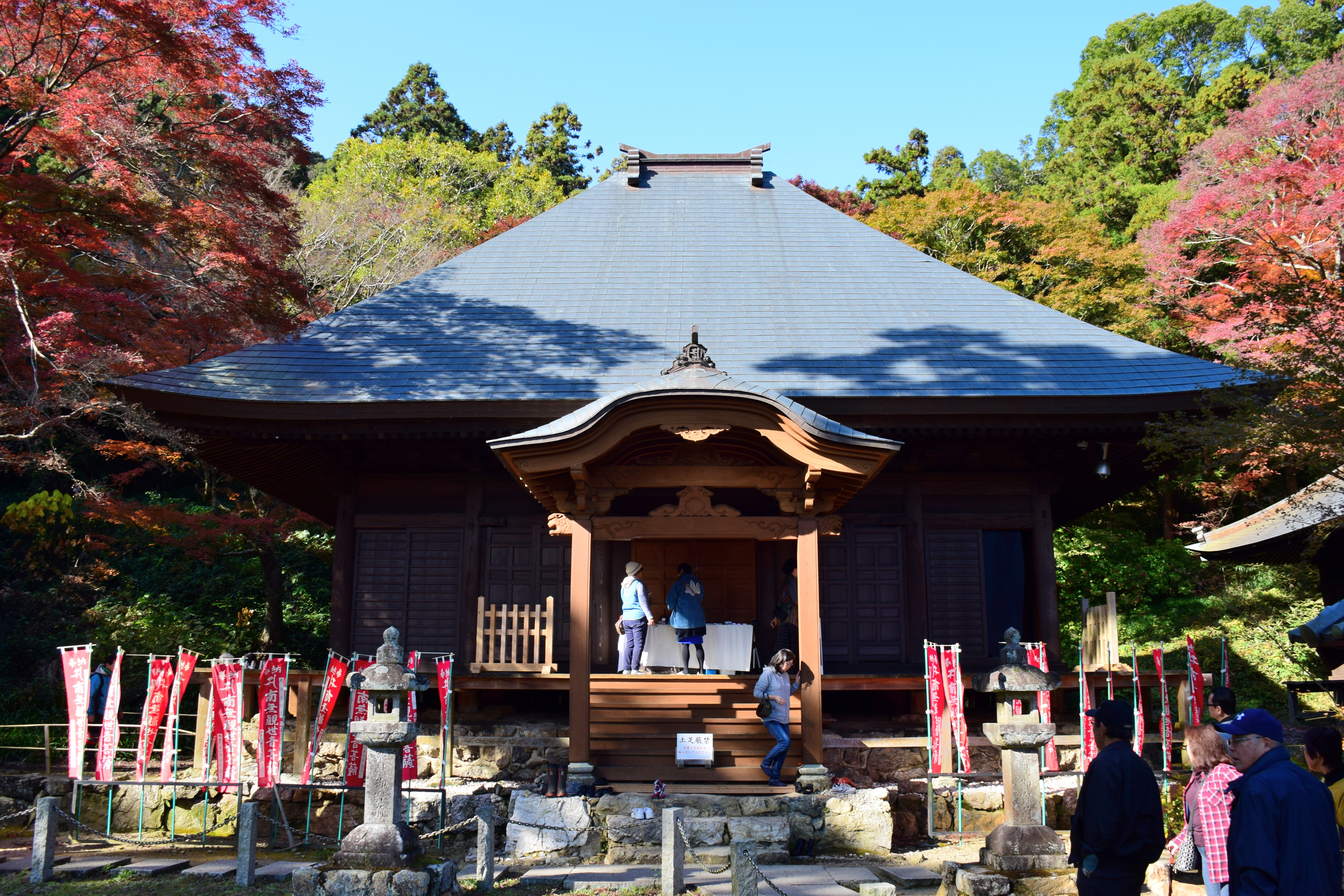
本堂

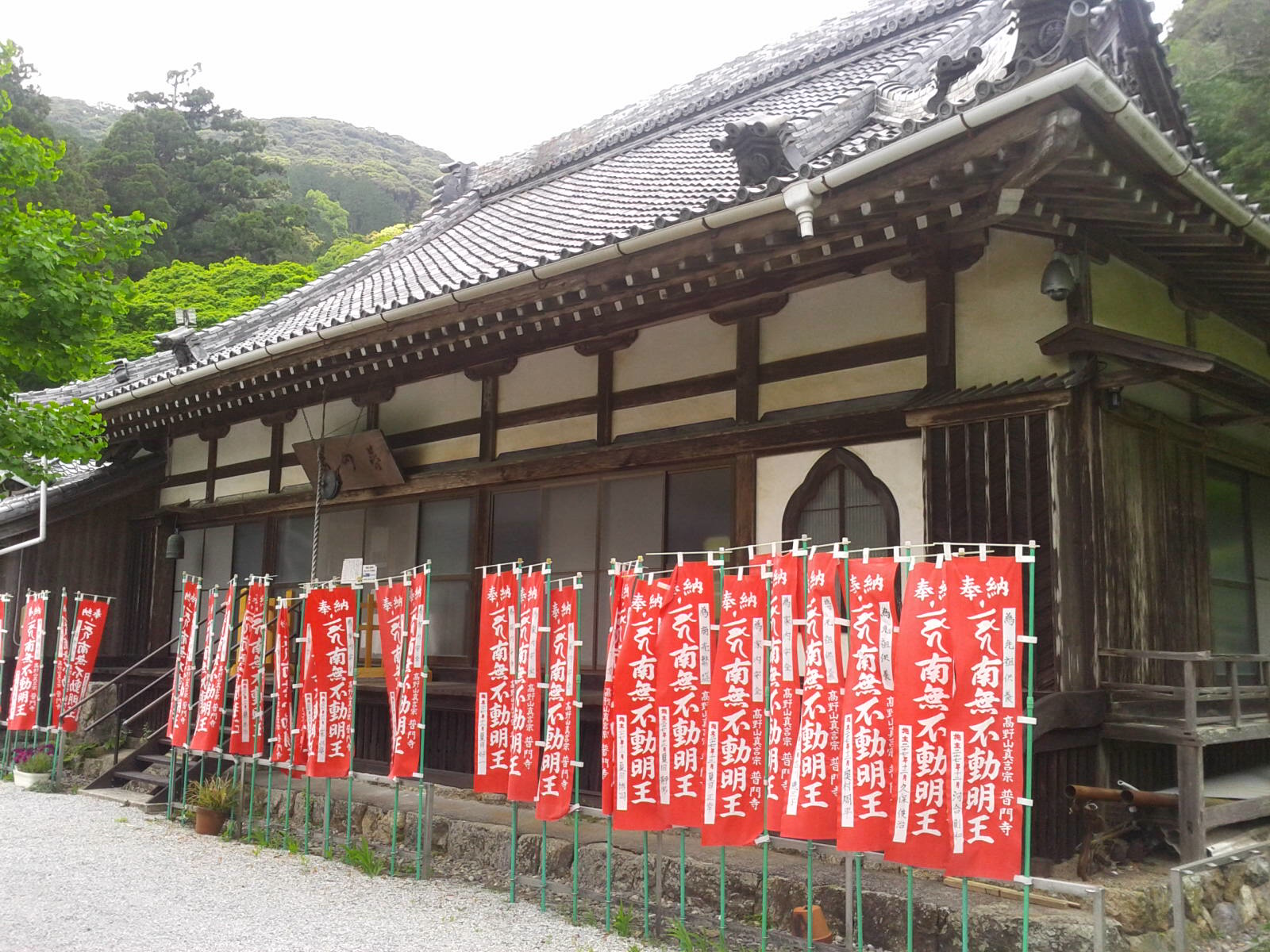
客殿

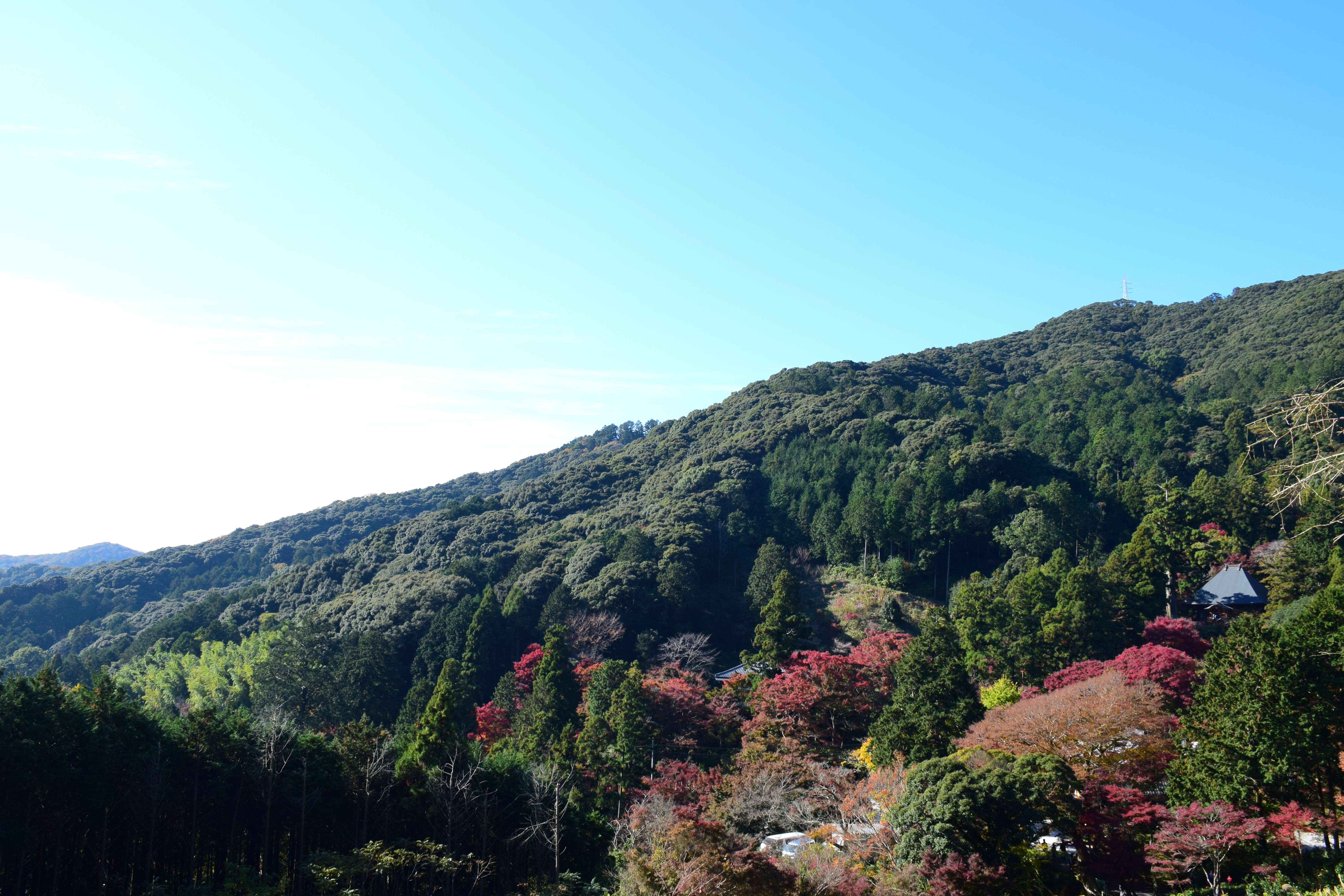
普門寺の紅葉。右端の建物は本堂。

普門寺（ふもんじ）は、愛知県豊橋市にある高野山真言宗の寺院。山号は船形山（せんぎょうさん）。本尊は聖観音菩薩。豊橋市の紅葉スポット「豊橋のもみじ寺」としても知られる。奈良時代の開創を伝え、源頼朝・今川義元・氏真・徳川家康をはじめとする徳川幕府からも保護を受けた歴史があり、文化財の所蔵点数は市内最多である。
愛知県と静岡県の県境に位置するため、東三河地域の豊橋市、豊川市、蒲郡市、新城市、田原市・遠州地域の静岡県浜松市、湖西市、磐田市から観光で訪れる人も多く交流の場となっている。
住職が講師となり、樹齢450年以上になる市天然記念物「大杉」を使った念珠づくり体験、副住職が講師となり、お香づくり体験・写経・写仏体験・真言宗の瞑想法 阿字観体験や、各講師による寺ヨガ・クリスタルボウル演奏会・音楽コンサートなどのイベントも開催されている。
近年の社会変化に伴って境内には、永代供養施設 樹木葬・納骨堂やペット供養 動物供養塔もある。

## 歴史

### 普門寺の開山
奈良時代 神亀4年（727年）に行基によって開山されたと伝わっている。
天文3年（1534年）成立の『普門寺縁起』には、次のような伝承が記されている。関東に向かう途中で当山に登った行基が、この山の地景を奇特に感じ、寺院草創の志を抱き修行をしていたところ、観音が姿を現して「山の形にちなんで山号は「船形山」、観音様にちなんで寺号は『普門寺』と名付けよ」とお告げがあった。行基はその観音の姿を自ら彫り、このお告げの内容を聖武天皇に報告をしたところ、堂塔建立が命じられて普門寺が開創されることになった。普門寺は天智天皇彫刻の五大明王を本尊とする「東谷」、観世音菩薩を本尊とする「西谷」からなり、聖武天皇は尊勝峯（神石山）と雨応峯（雨応山）から見渡せる範囲を寺領とした、という。
豊橋市教育委員会によって平成16年（2004年）から行われた学術調査によれば、裏山の船形山山腹にある「元々堂址」の本堂跡からは10世紀半ばの遺物が出土しており、また本尊聖観音菩薩像が11世紀、菩薩形立像（ぼさつぎょうりゅうぞう）が10、11世紀の彫刻であることが判明しており、普門寺の成立が古代に遡ることは確実視されている。

### 中世普門寺の中興
『普門寺縁起』によれば、古代の普門寺は3000余りの坊舎を抱えて繁栄したが、嘉応年中（1169年 - 1171年）に比叡山に攻められ焼失し、次いで養和年間（1181年 - 1182年）に源頼朝叔父の化積によって中興された、という。
今日残されている国の重要文化財の仏像群などからも、平安時代後期に普門寺が大きく生まれ変わったことは疑いないとみられる。久寿3年（1156年）には僧・勝意によって経塚が造営され、平治2年（1160年）には高松院（二条天皇の后）より下賜された梵鐘が、地域の人びとから奉納された銅を加えて再鋳造されて奉納された。永暦2年（1161年）には僧・永意によって新しい普門寺の発起文ともいえる「起請」が定められた。平安時代後期、普門寺は新しい村々を形成した地域の住人たちによって、地域社会の自立と結集の拠点として再生された。
鎌倉時代には山麓の雲谷、岩崎を中心に、一部は遠江に及ぶ広大な寺領を有しており、とりわけ雲谷などは普門寺の「境内」とも認識されるなど、中世の普門寺は山麓の地域社会と密接な関係をもって存立した。
一方、『普門寺縁起』では源頼朝が平家追討の祈祷をして、頼朝と等身大の不動明王像（現在は客殿に安置）を造ったとの記述がある。平家滅亡後、頼朝が上洛する際には普門寺に立ち寄り多くの寺領を寄進し、寺門興隆し三河七御堂の随一と言ったとの伝もある。実際に当時の文献にも鎌倉幕府から厚い保護を受けていたことを窺わせる記録もある。
船形山山腹には200か所以上の人工の平坦地があり、多くの堂舎や坊院を抱えていたと考えられ、当時の隆盛を偲ばせる。とくに大きな平坦地である「元々堂址」「元堂址」はともに平安時代後期に大がかりな整備が行われ、現在も本堂跡の基壇が残されている。
それぞれかつての普門寺を構成した船形寺（西谷、本尊聖観音菩薩）と梧桐岡院（東谷、本尊五大明王）に相当すると考えられている。

### 戦国・江戸時代の普門寺
このように隆盛を誇った普門寺であったが、戦国時代になると、今川氏や戸田氏、牧野氏ら近隣の武士の争いに巻き込まれ、永正14年（1517年）には裏山に築かれた船形山城をめぐって今川氏と戸田氏が争った（船形山合戦）。そして天文2年（1533年）には兵火のため全山がことごとく焼失したという。
しかし戦国時代から江戸時代前期にかけて、かつての隆盛をとり戻すべく復興が行われた。1540年ころには、普門寺復興と地域社会の再結集を祈念して、船形山合戦などの一連の戦乱の戦死者を含む大規模な共同供養（三界万霊供養）が行われている。東三河・西遠江の広い範囲の地域から奉加者・供養者が集まり、地域社会の結集拠点として普門寺の再生が目指された。
その後も今川氏や徳川家康、池田輝政（照政）など代々の領主の保護を受け、少しずつ復興が進められた。慶長8年（1603年）には再中興の住持・龍祐のときに寺領朱印地100石が徳川家康より与えられた。そして17世紀後半の住持日誉・昶深のときに、仁王門、本堂など大規模な造営も行われて、ようやく今日につながる基本的な寺観が整えられた。
以来、観音霊場、源頼朝公所縁の地として、また江戸時代には桜の名所として、多くの参詣客を集め、厚く信仰された。

### 普門寺の将来
二度にわたって大きな火災に遭ったにもかかわらず、普門寺には仏像、工芸品、古文書など貴重な文化財が多く伝えられ、船形山の旧境内遺跡と合わせて、中世山寺の代表的な遺跡の一つとして学術的にも注目を集めている。
今日、紅葉の名所として知られる普門寺では、こうした豊かな歴史文化と自然環境を継承し、観音霊場としての信仰を守りながら、地域文化の拠点として新たな一歩を踏み出している。

## 文化財

### 重要文化財（国指定）
- 木造阿弥陀如来坐像[4]（平安時代後期）
- 木造釈迦如来坐像[5]（平安時代後期）
- 木造四天王立像[6]（平安時代後期）
- 銅経筒（瓦壺入） 久寿三年銘（附：銅鏡（瓦壺入） 鴛鴦花唐草文様）[7]

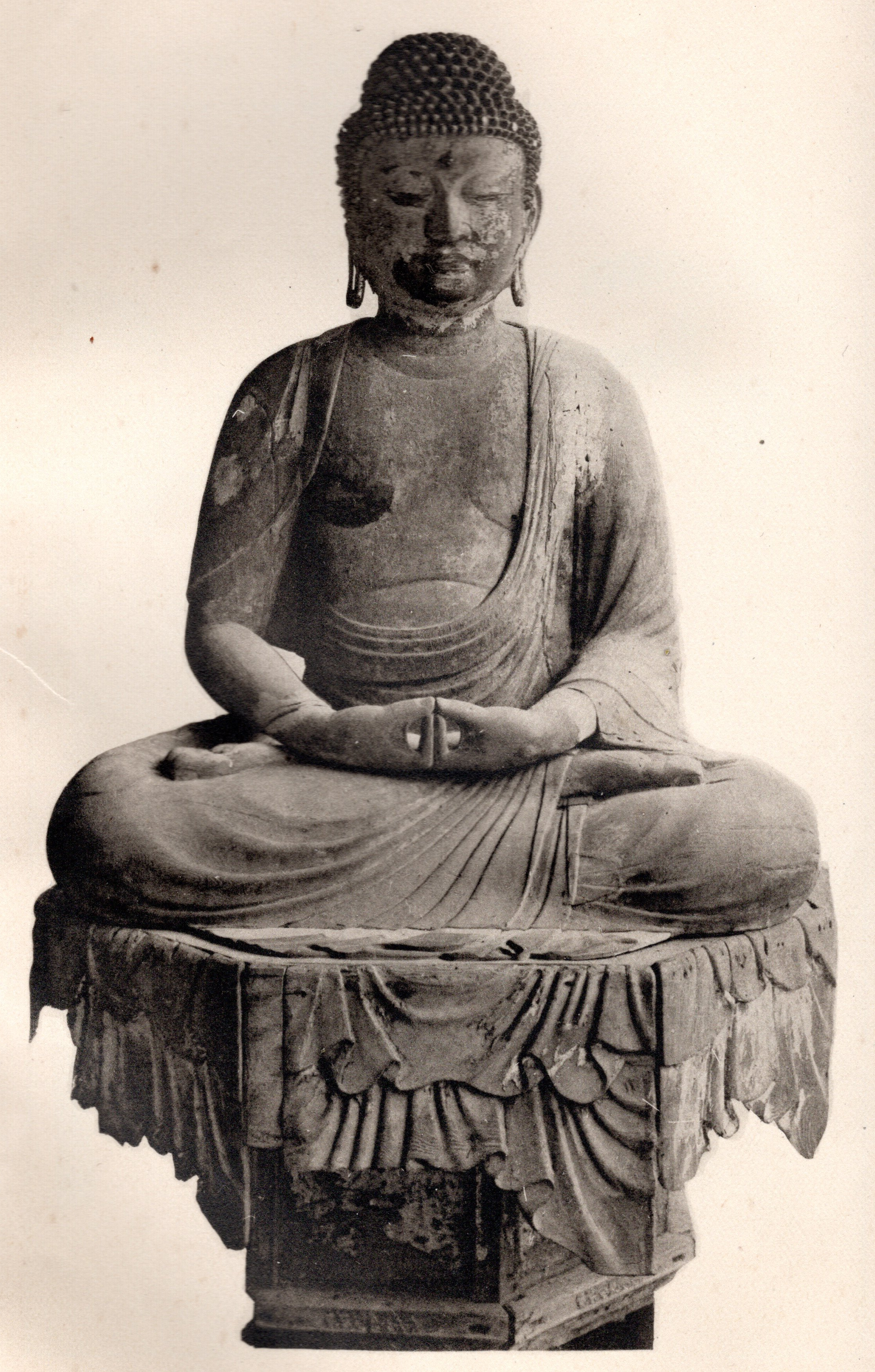
木造阿弥陀如来坐像（平安時代後期）
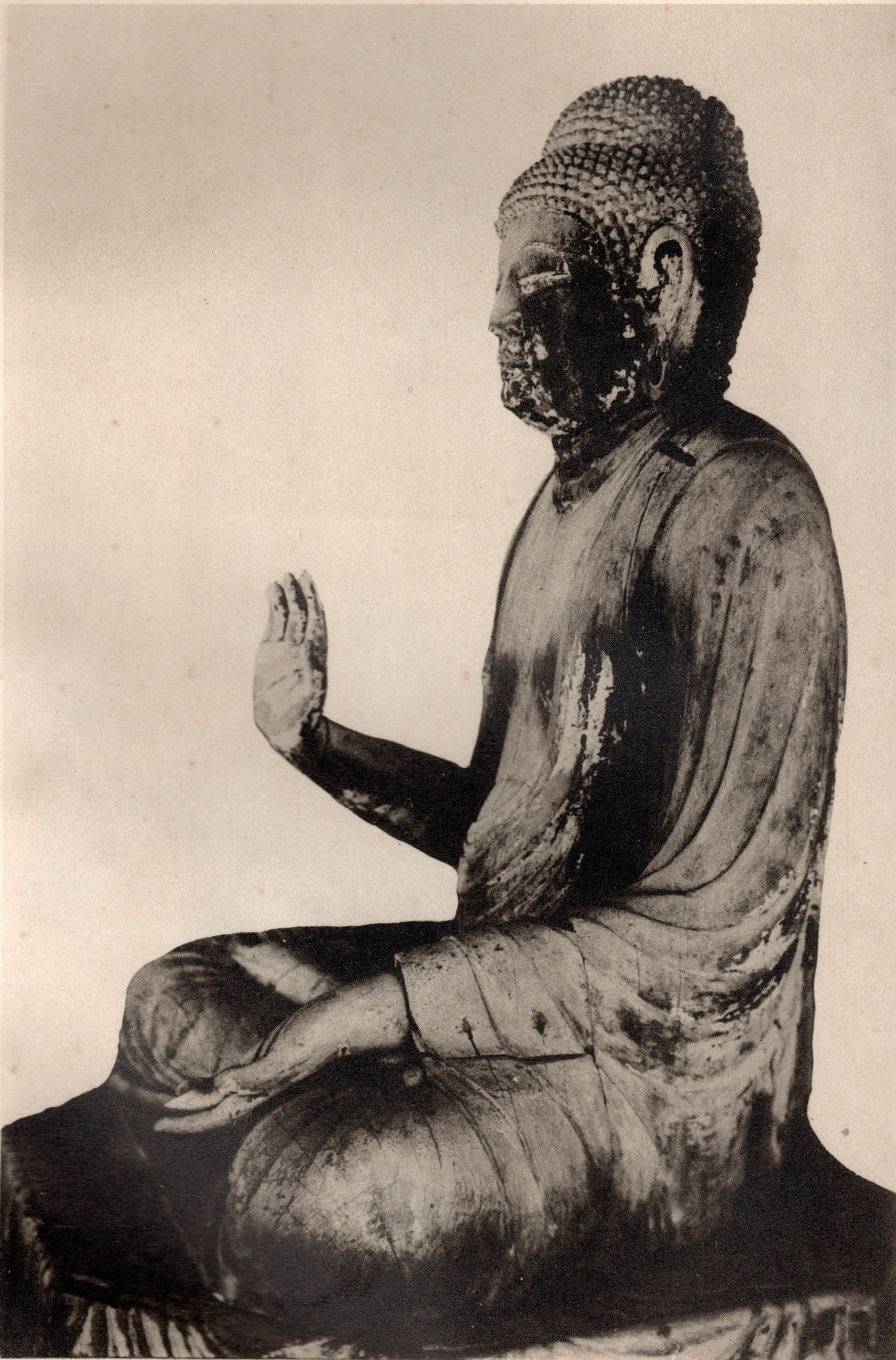
木造釈迦如来坐像（平安時代後期）
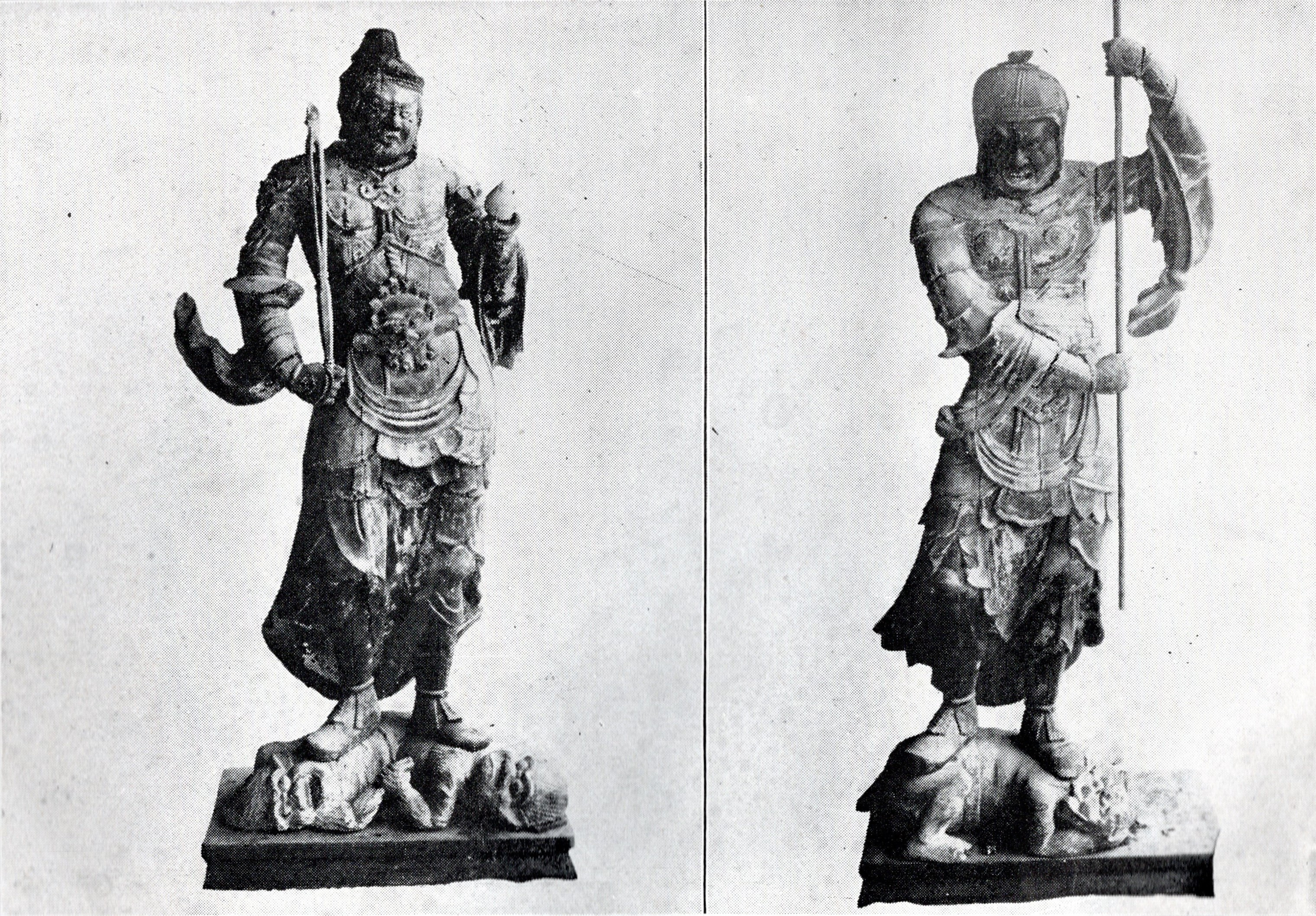
木造四天王立像（平安時代後期）
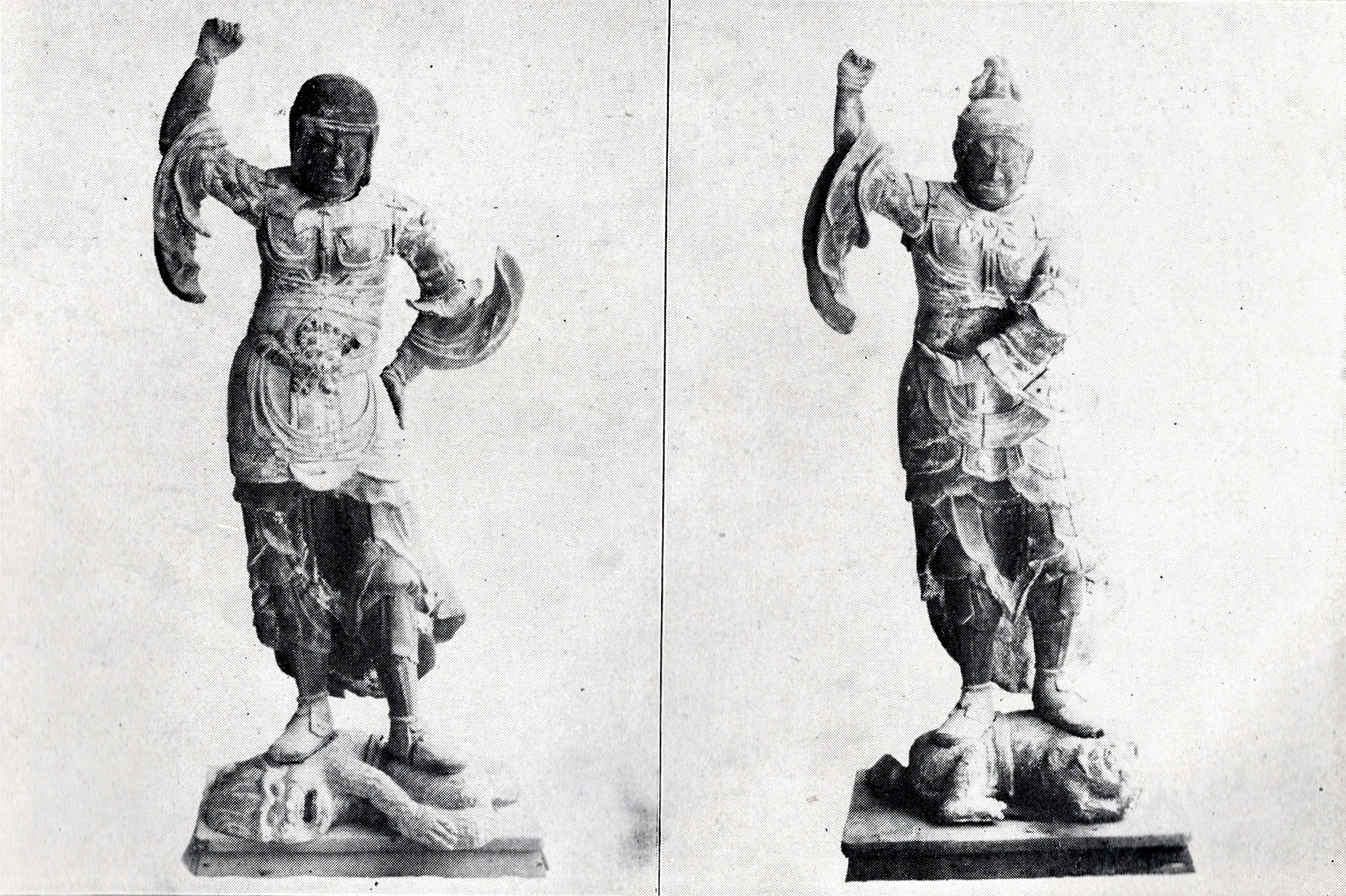
木造四天王立像（平安時代後期）
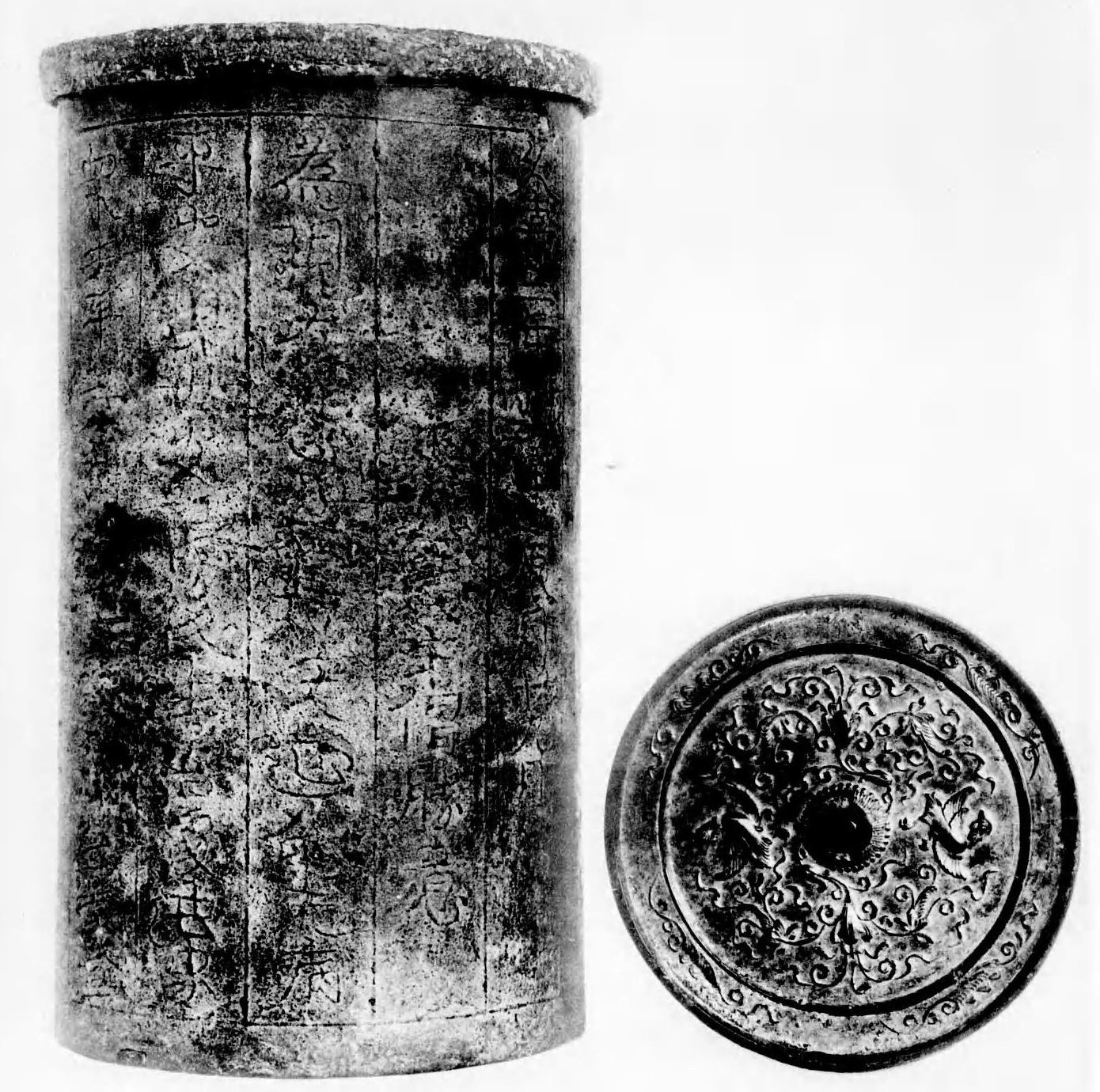
銅経筒（久寿三年銘）と銅鏡
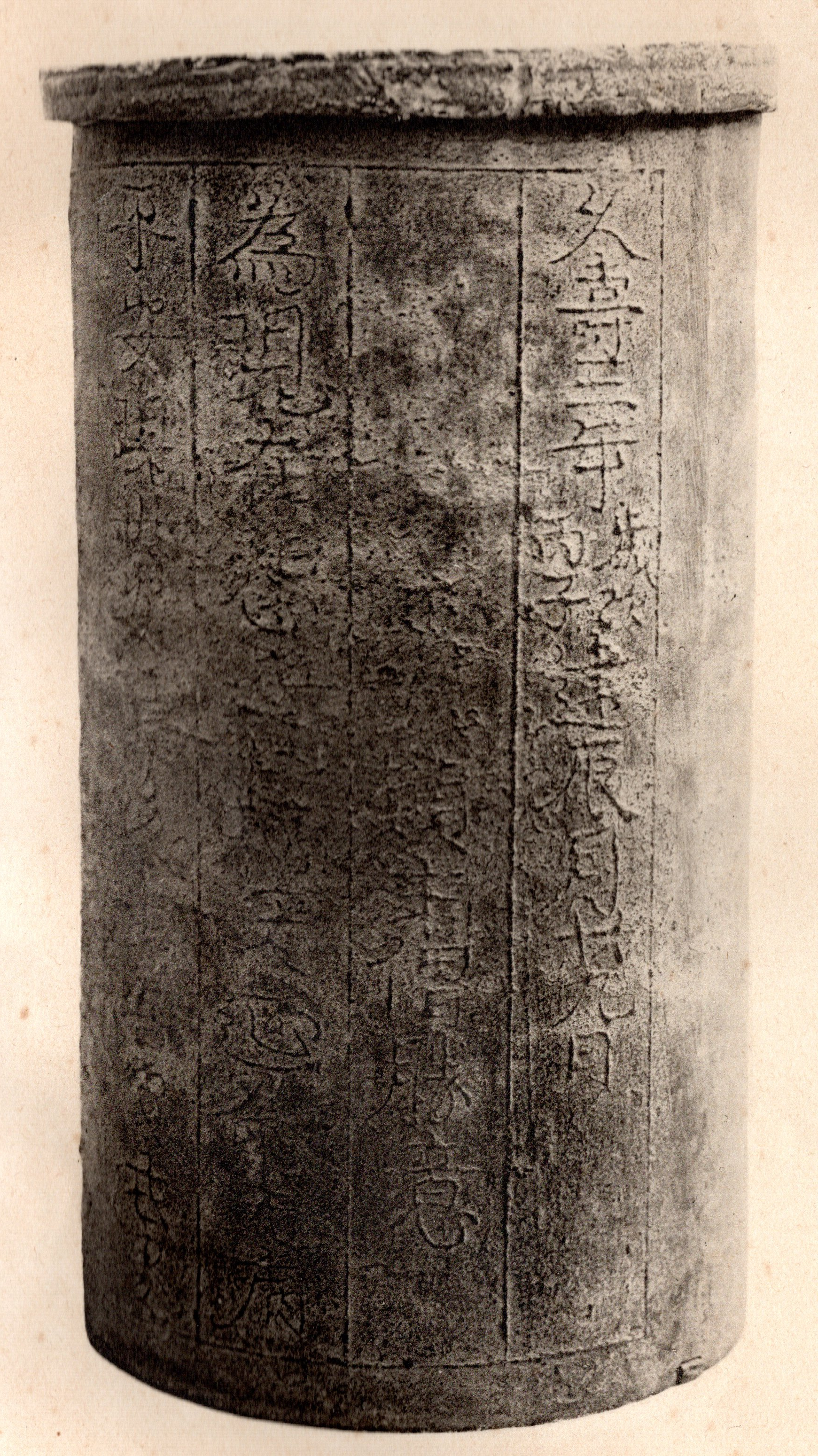
銅経筒（瓦壺入） 久寿三年銘
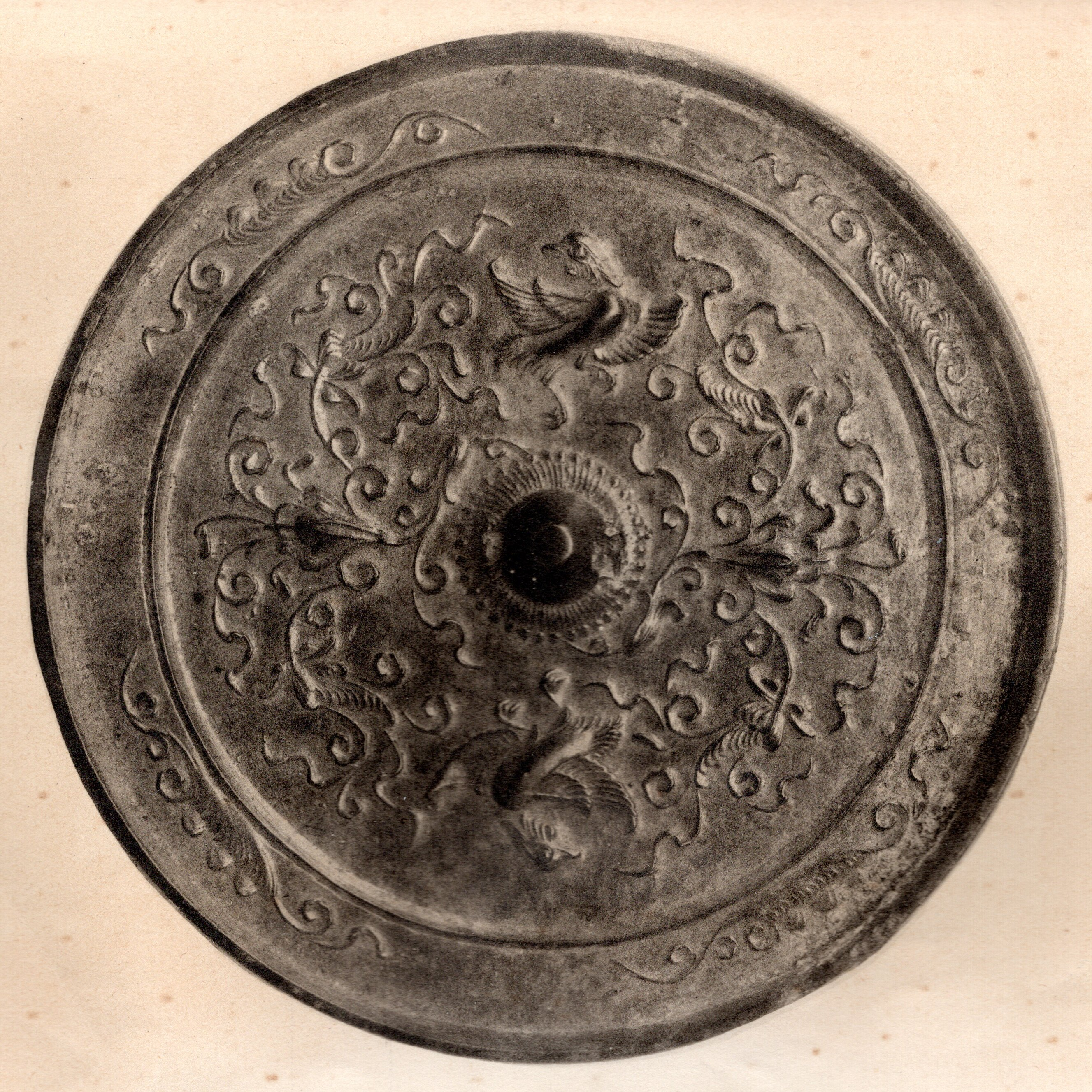
銅鏡（瓦壺入） 鴛鴦花唐草文様

### 愛知県指定文化財
- 木造不動明王・二童子各立像[8]
- 僧永意起請木札（附 同写）[9]
- 普門寺四至注文写木札[9]
- 普門寺四至注文写[9]
- 三界万霊供養木札[9]

### 豊橋市指定文化財
- 木造阿弥陀如来坐像[10]
- 普門寺の大杉（市天然記念物）[10]

## 名所
- 青もみじ：4月下旬〜5月上旬
- 紅葉・秋に咲く珍しい桜ヒマラヤザクラ見頃：11月下旬〜12月上旬

## ご朱印
- 通常3種類
  - 本尊・聖観世音菩薩・源頼朝公等身大・不動明王・大黒天
  - 期間限定ご朱印もあり。

## 行事
- 6月15日前の日曜日：弘法大師誕生会、大師堂ご開帳、四国八十八ヵ所お砂踏み
- 7月海の日・土用の丑の日：ほうろく灸、きゅうり加持
- 11月最終土日・12月第一土日：普門寺もみじ祭り
- 12月31日：おおみそかの鐘

山あいに立地しており周辺に街灯も無いため、参拝者の安全に配慮して、2016年より除夜の鐘を正午から実施している。

## アクセス
- JR東海道本線・天竜浜名湖鉄道 / 天竜浜名湖鉄道線 新所原駅から徒歩で約40分。
- 東名高速道路 三ヶ日ICから約30分、豊川ICから約40分。
- 国道23号（豊橋東バイパス）細谷ICから約15分。

## 入山時間（駐車場含む）
- 午前8時〜午後4時30分

## 所在地
- 愛知県豊橋市雲谷（うのや）町ナベ山下7